# Josef Unterholzner
Josef Unterholzner – zachodnioniemiecki żużlowiec, występujący również na długim torze.

## Życiorys
W latach 1962–1971 ośmiokrotny finalista indywidualnych mistrzostw Europy oraz świata na długim torze (najlepsze wyniki: dwukrotnie V m. w ME – Malmö 1963 i Mühldorf 1966).
Na torach klasycznych – uczestnik eliminacji indywidualnych mistrzostw świata (Wiedeń 1962 – XV m. w ćwierćfinale kontynentalnym).